# Елхово (община Николаево)
Вижте пояснителната страница за други значения на Елхово.
Елхово е село в Южна България. То се намира в община Николаево, област Стара Загора.

## География
Село Елхово е разположено в източния край на Розовата долина, по северните склонове на Сърнена Средна гора. През средата му тече Стара река със стръмни, скалисти, почти отвесни брегове. На север от селото се намира р. Тунджа. Намира се на 42 градуса и 50 северна ширина и 25 градуса и 48 източна дължина. Надморската височина е 260-280 m. Селото е на почти еднакво разстояние от трите съседни града (Стара Загора, Казанлък и Нова Загора), които отстоят на около 28 – 32 km. Областният град Стара Загора, в пряка линия през Средна гора, се намира на 20 km. На юг от селото в гориста местност се намира вторият по големина връх в Средна гора – връх Мурулей, който е висок 893 m.
Климатът в селото е умерено-континентален.

### Флора
Дървесни и храстовидни видове: дъб, габър, дива ябълка, клен, глог, дива круша, върба, ясен, липа, акация, шипка, къпина, дрян и др.
Тревисти видове: маточина, подбел, бял равнец, жълт кантарион, дива чубрица, дива мента, оман, бабини зъби и др.

### Фауна
Бозайници: зайци, сърни, елени, глигани, чакали, язовец и др.
Птици: славей, кълвач, сова, сокол, кукумявка и др.
От влечугите широко разпространени са змиите, костенурките, гущерите и др.

## История
Старото село се е казвало Барковци и се е намирало 3 – 4 km североизточно от сегашното, близо до бреговете на р. Тунджа; при преместването си на днешното място то сменило и името си на Елхово заради елховата гора, която се намирала на това място. През 50-те години на ХХ век селото е преименувано на Милево (на името на комунистическия деец Милю Минчев от Ветрен), но след падането на комунистическия режим в 90-те години на века е възстановено старото му историческо име – Елхово. През 1982 г. е чествано четири века от създаването на селото. Според преданието селото било заселено от един овчар, беглец от турските безчинства от село Дъбене (Карловско) на име Бял Иван. Харесал той мястото на старото село Барковци и се заселил там, после отишъл и довел семейството си и свои близки от Дъбене и Войнягово (Карловско), и така се създало днешното село. Селище обаче е сьществувало в местността „Градището“, и както е видно от името му, то е било малка крепост, охраняваща прохода през Средна гора и пътя по билото, който свързвал крепостите при Оряховица и „Сечен камък“ при с. Дълбоки от южния склон на Средна гора, което явно е изчезнало при османското нашествие, тъй като керамиката намерена в него сочи живот от V – VI век до XIII – XIV в. По-късно през 1582 г. селото е споменато в един регистър на тимари под името Яхя, спадащо към Казанлък. Друг такъв регистър го споменава през 1692 г. под име Йъкъ виран (т.е. място с развалини). През 1828 г. в центъра на селото била изградена първата ниска църква под ръководството на свещеник Андрей Колев Синков. Годината 1828 – 1829 може да се счете за първата учебна година на килийното училище към църквата. Според д-р Поайе, през 1859 г. селото е имало 330 български къщи и само 40 турски с една черква и една джамия. Селото се е състояло от три български и една турска махала. През 1875 г. след потушаването на Старозагорското въстание тук намират своята смърт двамата братя Жекови. През 1938 г. е открит паметник на жертвите от войните. Тук е открит бюст-барелефът на видния български революционер поп Кузман Андреев Синков – съратник на Стефан Стамболов и Васил Левски. В годините 1896 – 1897 г. в с. Елхово е открита първата прогимназия в региона. В началото на 20-те години на двадесети век е било построено новото училище с прогимназия. Подробни сведения за с. Елхово са публикувани в книга от двамата родолюбиви българи Братя Андрей и Стефан Овчарови, издадена от техния братов син Андрей К. Овчаров.

### Поп Кузман Андреев Синков
Роден в с. Елхово, област Старозагорска, през 1843 г. Син също на свещеник. Завършва Главното училище в гр. Казанлък. Става учител в родното си село Елхово. За прогресивните си идеи, които той развива между селяните и децата, бил подгонен от турците и напуснал селото, като обикаля много села в района и родния си край. Става свещеник през 1872 г. Имал чист и мелодичен глас. Още от малък е ненавиждал турците, най-вече когато турците нападнали и посегнали да убият баща му. Сам той стреля в похитителите и успява да спаси баща си. В неговия дом намират приемственост много наши будители и борци за Освобождението на България от османско владичество.
В революционното движение се включва след като има няколко срещи чрез своя пръв братовчед Кольо Райнов, с Левски, с Кольо Ганчев и други. За последен път се среща с Левски през 1872 г. Това се случва при втората обиколка на Левски в страната. Левски се убедил, че тук в това село има добра почва за образуване на комитет и минава веднага в действие. Събрани са 7 – 8 души и положили клетва. Ръководител на комитета бил избран поп Кузман. У него били съхранени книжата, устава и печата на комитета. Революционната му дейност продължава до смъртта му на 6 август 1904 г. Погребан е в гр. София на държавни разноски като поборник. Гробът му се намира на 7 – 8 m от тоя на Стефан Стамболов на изток. Сега гробът му е заличен, паметникът е изчезнал.
Затова признателното население и потомците в с. Елхово поставят на дома му паметна плоча, на която пише: „Тук живя и работи поп Кузман Андреев Синков, председател на комитета в с. Елхово през Старозагорското въстание в 1875 г.“

## Забележителности
Паметник на братя Жекови (участници в Старозагорско въстание), намиращ се в горния южен край на селото.

## Културни и природни забележителности
Селото разполага с добре обзаведен Културен дом, в които се намира читалищната библиотека, която разполага с научна и техническа литература. В центъра на селото също се намира Здравен дом, съвместно с детска градина. Село Елхово има и модерна автоматична телефонна централа. Поземленият фонд на селото е доста голям, от които голяма част стои неоползотворен, а едва около 18 000 дка се стопанисват от арендатор. Селото е задоволено с добре изградена ВиК система, от която една част с гравитачен тръбопровод, идващ от Сърнена Средна гора и сондажен тръбопровод от река Тунджа. Почти всички улици на селото са асфалтирани.
1. ↑  www.grao.bg